# Gabriele Cimini
Gabriele Cimini (Pisa, 9 de junio de 1994) es un deportista italiano que compite en esgrima, especialista en la modalidad de espada.
Ganó dos medallas en el Campeonato Mundial de Esgrima, en los años 2022 y 2023, y tres medallas en el Campeonato Europeo de Esgrima entre los años 2018 y 2024.
En los Juegos Europeos obtuvo dos medallas, bronce en Bakú 2015 y bronce en Cracovia 2023, ambas en la prueba por equipos.
Participó en los Juegos Olímpicos de Tokio 2020, ocupando el séptimo lugar en la prueba por equipos.

## Palmarés internacional
| Campeonato Mundial | Campeonato Mundial | Campeonato Mundial | Campeonato Mundial |
| Año                | Lugar              | Medalla            | Prueba             |
| ------------------ | ------------------ | ------------------ | ------------------ |
| 2022               | El Cairo (Egipto)  | Medalla de plata   | Espada por equipos |
| 2023               | Milán (Italia)     | Medalla de oro     | Espada por equipos |
| Juegos Europeos    |                    |                    |                    |
| Año                | Lugar              | Medalla            | Prueba             |
| 2015               | Bakú (Azerbaiyán)  | Medalla de bronce  | Espada por equipos |
| 2023               | Cracovia (Polonia) | Medalla de bronce  | Espada por equipos |
| Campeonato Europeo |                    |                    |                    |
| Año                | Lugar              | Medalla            | Prueba             |
| 2018               | Novi Sad (Serbia)  | Medalla de bronce  | Espada por equipos |
| 2022               | Antalya (Turquía)  | Medalla de oro     | Espada por equipos |
| 2024               | Basilea (Suiza)    | Medalla de plata   | Espada por equipos |